# Ryan Giggs
Ryan Joseph Giggs (nacido Ryan Joseph Wilson; Cardiff, Gales, 29 de noviembre de 1973) es un exfutbolista y entrenador galés que jugaba como centrocampista. En su etapa como jugador, estuvo toda su carrera en el Manchester United F. C. desde 1990 hasta su retiro en 2014. Como entrenador, actualmente se encuentra libre.
Considerado una leyenda de los Red Devils, es el futbolista más laureado en la historia del Manchester United F. C. y el más laureado en la historia de su nación con 36 títulos oficiales.
Giggs hizo su primera aparición en el Manchester United F. C. durante la temporada 1990-91 y fue titular desde la temporada 1991-92. Se estableció como extremo izquierdo durante la década de los 90 y continuó en esa posición hasta bien entrada la década siguiente, cuando pasó a ocupar un lugar en el campo más acorde a su edad y capacidades físicas. Giggs era conocido por su marcha incansable, posesión de balón y capacidad de crear ocasiones de gol.
Durante su carrera, desarrollada íntegramente en los Red Devils, ganó trece campeonatos de la Premier League, cuatro FA Cup, tres de la Copa de la Liga de Inglaterra y dos de la UEFA Champions League, entre otros títulos. Tiene dos medallas de subcampeón de la Liga de Campeones, tres finales de la Copa FA y dos finales de la Copa de la Liga, además de formar parte del equipo cinco veces en las que terminó segundo en la Premier League. En los últimos años, Giggs ha capitaneado a su club en numerosas ocasiones, sobre todo en la Premier League 2007/08, cuando el capitán regular Gary Neville fue descartado con diversas lesiones.
Giggs tiene una serie de notables logros personales. Fue el primer jugador en la historia en ganar dos años consecutivos el premio a Jugador Joven del Año de los premios PFA (1992 y 1993). No obstante, obtuvo el galardón de Jugador del Año recién en 2009, a los 36 años. Es hasta el momento el único jugador que ha jugado y marcado en cada temporada de la Premier League. Fue, mientras estuvo activo, el único jugador que quedaba en la Premier League que había jugado en la antigua First Division. Fue elegido en el PFA Equipo del Siglo en 2007, el equipo de la Liga Premier de la década de 2003, así como el equipo del Siglo de la FA Cup. Giggs tiene el récord de mayor cantidad de asistencias en la historia de la Premier League, con 271.
A nivel internacional, jugó para el equipo nacional de Gales. Antes de su retiro del fútbol internacional el 2 de junio de 2007, Giggs fue nombrado uno de los tres jugadores de edad superior para la selección olímpica de Gran Bretaña para competir en los Juegos Olímpicos de Verano de 2012, y posteriormente fue nombrado capitán del equipo.
Además de los numerosos honores que Giggs ha recibido en el fútbol, como ser nombrado en el Football League 100 Legends (el último jugador activo en la lista), recibió la OBE en la Lista de Honores durante el Cumpleaños de la Reina en 2007, y fue incluido en el Salón de la Fama Inglés en 2005 por sus servicios al fútbol inglés. Fue nombrado como la Personalidad Deportiva del Año por la BBC en 2009. El 31 de enero de 2011, Giggs fue nombrado mejor jugador de la historia del Manchester United F. C. por una encuesta mundial realizada por la revista y el sitio web oficial del United. El 10 de octubre de 2011, Giggs fue galardonado con el Premio Golden Foot 2011.
En marzo de 2014, adquirió el 10% del Salford City F. C.
El 22 de abril de 2014, fue elegido como entrenador provisional del Manchester United F. C. tras la destitución de David Moyes.
El 6 de mayo de 2014, determinó su propio ingreso en el minuto 69' en un partido contra el Hull City A. F. C. siendo este su último partido como jugador profesional.
Giggs es una leyenda para el club, habiendo jugado desde los 17 hasta los 41 años de edad, estando con el club más de 24 años y con más de 920 partidos, dejando un gran legado con el club.
En julio de 2016, comenzó a jugar la Premier Futsal, la liga de fútbol sala india creada por Alessandro Rosa Vieira, más conocido como Falcao, y por Luís Figo. En esta liga jugaron futbolistas de renombre como Ronaldinho, Hernán Crespo, Paul Scholes y Míchel Salgado.

## Jugador

### Inicios
Ryan Joseph Wilson nació en el Hospital St David's en Canton, Cardiff, Gales, hijo de Danny Wilson, un jugador de rugby del Cardiff RFC, y de Lynne Giggs (ahora Lynne Johnson). Cuando era niño, Giggs creció en Ely, un suburbio del oeste de Cardiff, pero pasó mucho tiempo con los padres de su madre y jugando al fútbol en las calles fuera de su casa en Pentrebane. En 1980, cuando Giggs tenía solo seis años, su padre firmó para el Swinton RLFC, obligando a toda la familia a ir al norte, al Gran Mánchester. El cambio fue traumático, ya que Giggs estuvo siempre muy cerca de sus abuelos en Cardiff, aunque solía regresar con su familia los fines de semana o en vacaciones escolares. Giggs es mestizo, su abuelo paterno es de Sierra Leona, y ha hablado del racismo que enfrentó cuando era niño.

### Manchester United
Después de pasar por el Manchester City y por las Categorías Inferiores del Manchester United, se convirtió en profesional el 29 de noviembre de 1990 (día de su 17.º cumpleaños), por el cual fue descrito por varias fuentes como el mejor proyecto en el fútbol británico desde George Best en 1960.

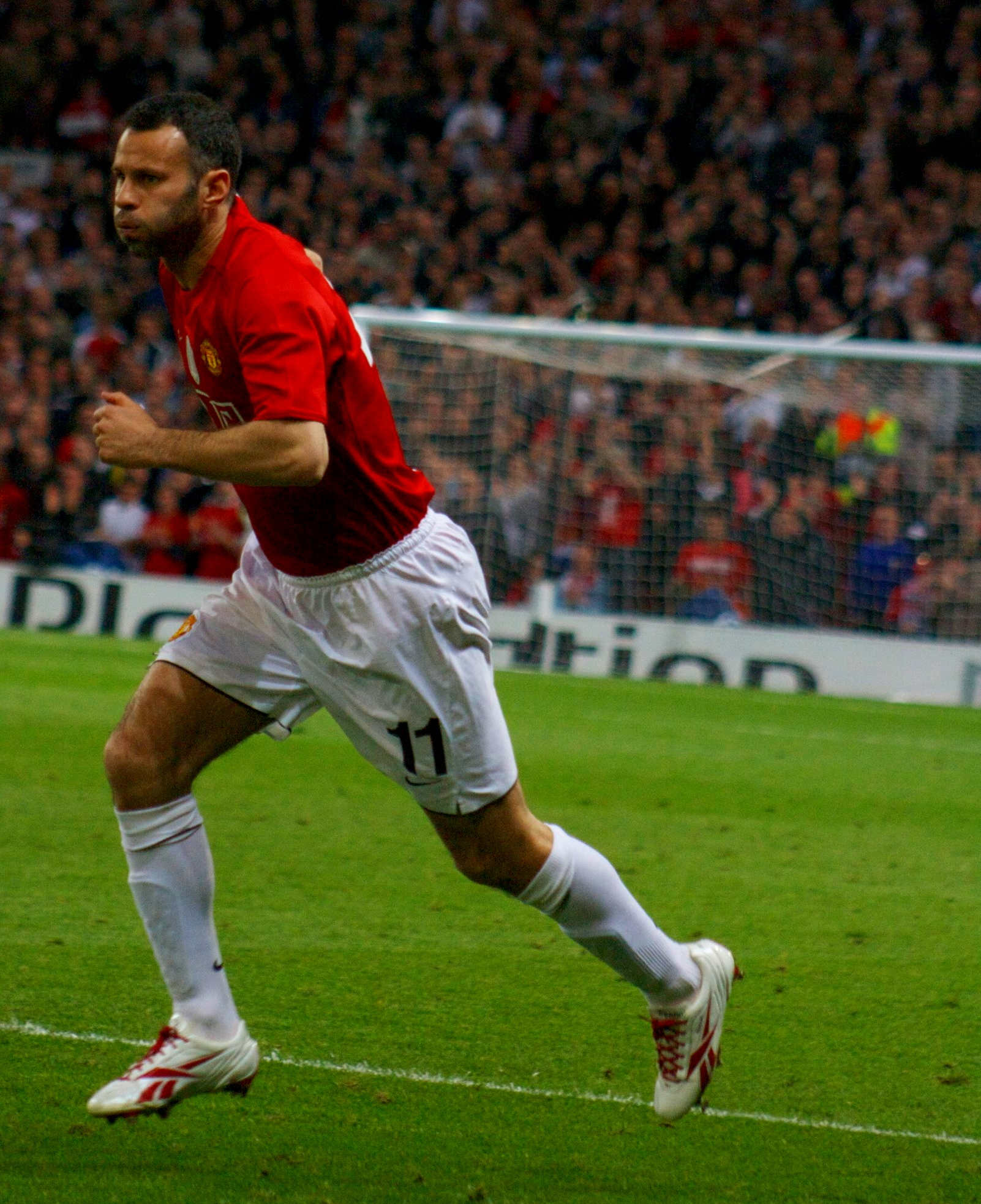
Ryan Giggs jugando en 2009.

En este momento, el Manchester United, había ganado la FA Cup, su primer gran trofeo desde el nombramiento de Sir Alex Ferguson como director técnico en noviembre de 1986. Después de dos temporadas en la liga en que había terminado a mediados de tabla, finalmente estaban comenzando a amenazar el dominio de Liverpool y Arsenal, aunque solo logró terminar sexto de la temporada. Ferguson buscaba un extremo izquierdo de éxito, lo que no resultaba fácil desde la salida de Jesper Olsen dos años antes. En primer lugar había firmado Ralph Milne, pero el jugador no fue tenido en cuenta en el United y duró solo una temporada en el primer equipo antes de que Ferguson asegurara al delantero Danny Wallace como titular en septiembre de 1989.
Giggs hizo su debut en la Liga contra el Everton en Old Trafford el 2 de marzo de 1991, como sustituto del lesionado zaguero Denis Irwin en una derrota por 2-0. En su primera salida completa, Giggs fue acreditado con su primer gol en la victoria por 1-0 ante el Manchester City el 4 de mayo de 1991. Sin embargo, no fue incluido en la convocatoria de 16 jugadores que derrotó al Barcelona por 2-1 en la final de la Recopa de Europa 11 días después. Lee Sharpe, quien había ganado la carrera para desplazar a Danny Wallace como regular extremo izquierdo del United, tomó el campo como extremo izquierdo, mientras que Wallace fue seleccionado como suplente.
Se convirtió en integrante del primer equipo a principios de la temporada 1991/92.

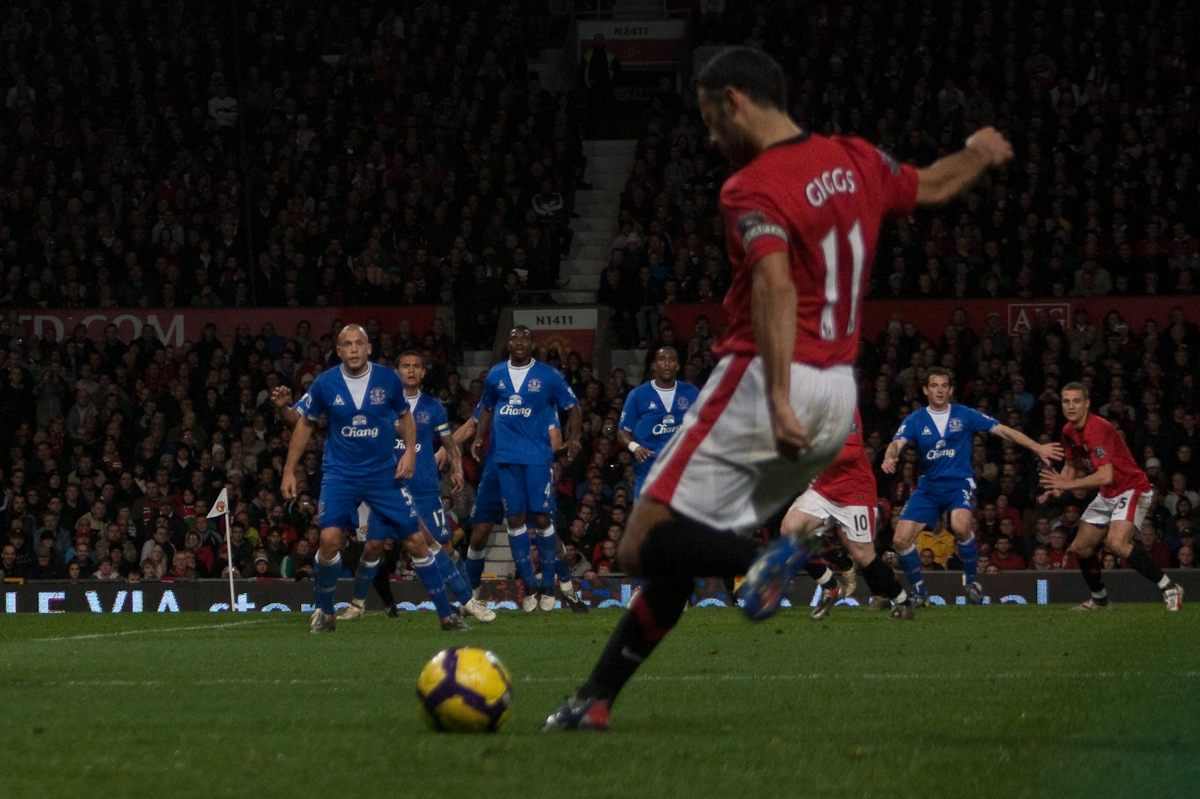
Giggs tirando un Tiro libre en un partido de liga del Manchester United en contra del Everton FC.

Giggs ha jugado en el Manchester United más años que cualquiera de sus compañeros, y es el jugador que ha ganado más trofeos de la historia del club. De joven le ofrecieron la posibilidad de jugar para la selección inglesa, pero renunció a ello decantándose por la de su tierra. Sin embargo, nunca ha jugado un Mundial, ya que desde que él es internacional, la selección de Gales nunca se ha clasificado para una fase final. A pesar de ello está considerado uno de los mejores extremos izquierdos de la historia.
En el año 1999, Ryan formó parte del equipo histórico del United que ganó el triplete (Premier League, Champions League y FA Cup), siendo el primer y único equipo inglés en ganarlo.
En 2008 su equipo se consagró en la cúspide del fútbol mundial al ganar la Premier League y la Champions League, consiguiendo otro doblete para la historia.
En la final de la Champions League, jugada en el estadio Olímpico de Luzhniki de Moscú, Giggs marcó uno de los penales decisivos que hicieron que el club inglés se alzara con su tercera Copa de Europa. Tuvieron que pasar nueve años desde el último trofeo europeo ganado por el Manchester para que Ryann Giggs, junto con Paul Scholes, volvieran a levantar la gran copa que les acredita como uno de los mejores clubes europeos.
En la eliminatoria de octavos de final de la Europa League en Bilbao, el 15 de marzo de 2012, frente al Athletic Club, fue intensamente ovacionado al abandonar el terreno de juego en el Estadio de San Mamés, como reconocimiento a su trayectoria. Sin duda una de los aplausos menos esperados de su extensa trayectoria futbolística.

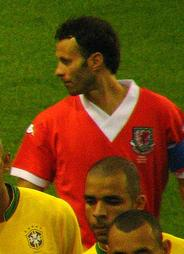
Giggs con la Selección de fútbol de Gales en un partido en contra de Brasil.

Ryan Giggs es el jugador del Manchester United con más partidos disputados en la historia. Cumplió 1000 partidos competitivos jugados el 5 de marzo de 2013, frente al Real Madrid Club de Fútbol en la Champions League (932 con Manchester United, 64 con Gales y 4 con la selección de Gran Bretaña). En el Manchester United ha marcado 167 goles hasta ahora.
El 22 de abril de 2013, en un partido contra el Aston Villa, jugó de titular, participando con una asistencia que colabora en el hat-trick de Robin van Persie. Dicho partido definió el título número 20 en liga local en la historia del Manchester United.

### Selección nacional
Cuando era joven, fue capitán de los escolares de Inglaterra, aunque nunca pudo ser convocado con la selección absoluta.

Ryan Giggs en los Juegos Olímpicos de Londres 2012 con la selección de fútbol de Gran Bretaña.

Hizo su debut con Gales en 1991 ante Alemania. Batió el récord de ser el jugador más joven en debutar con la selección, pero siete años más tarde, en junio de 1998, el récord pasó a ser de Ryan Green. No asistió a un partido amistoso hasta nueve años más tarde, se perdieron dieciocho partidos amistosos consecutivos. El entrenador del Manchester United, Alex Ferguson, se negaba a dejar ir al jugador a partidos amistosos con su selección. Entre 1991 y 2007, jugó sesenta y cuatro partidos y anotó doce goles. Fue nombrado capitán de la selección en 2004.
Su primer gol con la selección absoluta fue en un partido de clasificación para la Copa Mundial de Fútbol de 1994 ante Bélgica en una victoria por 3-0 de Gales.

### Participaciones en Eliminatorias Mundialistas
| Eliminatorias          | Resultado              | Partidos | Goles |
| ---------------------- | ---------------------- | -------- | ----- |
| Eliminatoria 1994      | No clasificó           | 10       | 2     |
| Eliminatoria 1998      | No clasificó           | 8        | 2     |
| Eliminatoria 2002      | No clasificó           | 10       | 0     |
| Eliminatoria 2006      | No clasificó           | 10       | 2     |
| Total en Eliminatorias | Total en Eliminatorias | 38       | 6     |

### Participaciones en Eliminatorias para Eurocopas
| Eliminatorias          | Resultado              | Partidos | Goles |
| ---------------------- | ---------------------- | -------- | ----- |
| Eliminatoria 1996      | No clasificó           | 10       | 0     |
| Eliminatoria 2000      | No clasificó           | 8        | 1     |
| Eliminatoria 2004      | No clasificó           | 8        | 1     |
| Total en Eliminatorias | Total en Eliminatorias | 26       | 2     |

#### Goles internacionales sub-23
| N.º | Fecha               | Estadio                                  | Rival                  | Gol | Resultado | Competición           |
| --- | ------------------- | ---------------------------------------- | ---------------------- | --- | --------- | --------------------- |
| 1   | 29 de julio de 2012 | Estadio de Wembley, Londres, Reino Unido | Emiratos Árabes Unidos | 1-0 | 3-1       | Juegos Olímpicos 2012 |

## Estadísticas como jugador

### Clubes
| Club                               | Temporada | Liga           | Liga  | Liga  | FA Cup | FA Cup | Capital One Cup | Capital One Cup | Europa | Europa | Otras Copas * | Otras Copas * | Total | Total |
| Club                               | Temporada | División       | Part. | Goles | Part.  | Goles  | Part.           | Goles           | Part.  | Goles  | Part.         | Goles         | Part. | Goles |
| ---------------------------------- | --------- | -------------- | ----- | ----- | ------ | ------ | --------------- | --------------- | ------ | ------ | ------------- | ------------- | ----- | ----- |
| Manchester United F. C. Inglaterra | 1990–91   | First Division | 2     | 1     | 0      | 0      | 0               | 0               | 0      | 0      | 0             | 0             | 2     | 1     |
| Manchester United F. C. Inglaterra | 1991–92   | First Division | 38    | 4     | 7      | 0      | 8               | 3               | 1      | 0      | 1             | 0             | 51    | 7     |
| Manchester United F. C. Inglaterra | 1992–93   | Premier League | 41    | 9     | 2      | 2      | 2               | 0               | 1      | 0      | –             | –             | 46    | 11    |
| Manchester United F. C. Inglaterra | 1993–94   | Premier League | 38    | 13    | 7      | 1      | 8               | 3               | 4      | 0      | 1             | 0             | 58    | 17    |
| Manchester United F. C. Inglaterra | 1994–95   | Premier League | 29    | 1     | 7      | 1      | 0               | 0               | 3      | 2      | 1             | 0             | 40    | 4     |
| Manchester United F. C. Inglaterra | 1995–96   | Premier League | 33    | 11    | 7      | 1      | 2               | 0               | 2      | 0      | –             | –             | 44    | 12    |
| Manchester United F. C. Inglaterra | 1996–97   | Premier League | 26    | 3     | 3      | 0      | 0               | 0               | 7      | 2      | 1             | 0             | 37    | 5     |
| Manchester United F. C. Inglaterra | 1997–98   | Premier League | 29    | 8     | 2      | 0      | 0               | 0               | 5      | 1      | 1             | 0             | 37    | 9     |
| Manchester United F. C. Inglaterra | 1998–99   | Premier League | 24    | 3     | 6      | 2      | 1               | 0               | 9      | 5      | 1             | 0             | 41    | 10    |
| Manchester United F. C. Inglaterra | 1999–00   | Premier League | 30    | 6     | –      | –      | 0               | 0               | 11     | 1      | 3             | 0             | 44    | 7     |
| Manchester United F. C. Inglaterra | 2000–01   | Premier League | 31    | 5     | 2      | 0      | 0               | 0               | 11     | 2      | 1             | 0             | 45    | 7     |
| Manchester United F. C. Inglaterra | 2001–02   | Premier League | 25    | 7     | 1      | 0      | 0               | 0               | 13     | 2      | 1             | 0             | 40    | 9     |
| Manchester United F. C. Inglaterra | 2002–03   | Premier League | 36    | 8     | 3      | 2      | 5               | 0               | 15     | 4      | –             | –             | 59    | 14    |
| Manchester United F. C. Inglaterra | 2003–04   | Premier League | 33    | 7     | 5      | 0      | 0               | 0               | 8      | 1      | 1             | 0             | 47    | 8     |
| Manchester United F. C. Inglaterra | 2004–05   | Premier League | 32    | 5     | 4      | 0      | 1               | 1               | 6      | 2      | 1             | 0             | 44    | 8     |
| Manchester United F. C. Inglaterra | 2005–06   | Premier League | 27    | 3     | 2      | 1      | 3               | 0               | 5      | 1      | –             | –             | 37    | 5     |
| Manchester United F. C. Inglaterra | 2006–07   | Premier League | 30    | 4     | 6      | 0      | 0               | 0               | 8      | 2      | –             | –             | 44    | 6     |
| Manchester United F. C. Inglaterra | 2007–08   | Premier League | 31    | 3     | 2      | 0      | 0               | 0               | 9      | 0      | 1             | 1             | 43    | 4     |
| Manchester United F. C. Inglaterra | 2008–09   | Premier League | 28    | 2     | 2      | 0      | 4               | 1               | 11     | 1      | 2             | 0             | 47    | 4     |
| Manchester United F. C. Inglaterra | 2009–10   | Premier League | 25    | 5     | 1      | 0      | 2               | 1               | 3      | 1      | 1             | 0             | 32    | 7     |
| Manchester United F. C. Inglaterra | 2010–11   | Premier League | 25    | 2     | 3      | 1      | 1               | 0               | 8      | 1      | 1             | 0             | 38    | 4     |
| Manchester United F. C. Inglaterra | 2011–12   | Premier League | 25    | 2     | 2      | 0      | 1               | 1               | 5      | 1      | 0             | 0             | 33    | 4     |
| Manchester United F. C. Inglaterra | 2012–13   | Premier League | 22    | 2     | 4      | 1      | 1               | 2               | 5      | 0      | –             | –             | 32    | 5     |
| Manchester United F. C. Inglaterra | 2013–14   | Premier League | 12    | 0     | 0      | 0      | 2               | 0               | 7      | 0      | 1             | 0             | 22    | 0     |
| Total                              | Total     | Total          | 672   | 114   | 74     | 12     | 41              | 12              | 157    | 29     | 19            | 1             | 963   | 168   |

- (*) Incluida otras competencias, incluyendo la Community Shield, Supercopa de Europa, Copa Intercontinental, Mundial de Clubes.

### Selecciones
| Selección            | Año                  | Partidos | Goles |
| -------------------- | -------------------- | -------- | ----- |
| Sub-16 Inglaterra    | 1989                 | 1        | 1     |
| Total                | Total                | 1        | 1     |
| Sub-18 Gales         | 1989                 | 3        | 0     |
| Total                | Total                | 3        | 0     |
| Sub-21 Gales         | 1991                 | 1        | 0     |
| Total                | Total                | 1        | 0     |
| Absoluta Gales       | 1991                 | 2        | 0     |
| Absoluta Gales       | 1992                 | 3        | 0     |
| Absoluta Gales       | 1993                 | 6        | 2     |
| Absoluta Gales       | 1994                 | 1        | 1     |
| Absoluta Gales       | 1995                 | 3        | 0     |
| Absoluta Gales       | 1996                 | 3        | 1     |
| Absoluta Gales       | 1997                 | 3        | 1     |
| Absoluta Gales       | 1998                 | 1        | 0     |
| Absoluta Gales       | 1999                 | 3        | 1     |
| Absoluta Gales       | 2000                 | 4        | 1     |
| Absoluta Gales       | 2001                 | 5        | 0     |
| Absoluta Gales       | 2002                 | 5        | 0     |
| Absoluta Gales       | 2003                 | 7        | 1     |
| Absoluta Gales       | 2004                 | 3        | 0     |
| Absoluta Gales       | 2005                 | 6        | 3     |
| Absoluta Gales       | 2006                 | 5        | 0     |
| Absoluta Gales       | 2007                 | 4        | 1     |
| Total                | Total                | 64       | 12    |
| Olímpica Reino Unido | 2012                 | 4        | 1     |
| Total                | Total                | 4        | 1     |
| Total en Selecciones | Total en Selecciones | 73       | 14    |

## Palmarés

### Campeonatos nacionales
| Título              | Club                    | País       | Año     |
| ------------------- | ----------------------- | ---------- | ------- |
| Football League Cup | Manchester United F. C. | Inglaterra | 1992    |
| Premier League      | Manchester United F. C. | Inglaterra | 1992/93 |
| Charity Shield      | Manchester United F. C. | Inglaterra | 1993    |
| Premier League      | Manchester United F. C. | Inglaterra | 1993/94 |
| FA Cup              | Manchester United F. C. | Inglaterra | 1993/94 |
| Charity Shield      | Manchester United F. C. | Inglaterra | 1994    |
| Premier League      | Manchester United F. C. | Inglaterra | 1995/96 |
| FA Cup              | Manchester United F. C. | Inglaterra | 1995/96 |
| Charity Shield      | Manchester United F. C. | Inglaterra | 1996    |
| Premier League      | Manchester United F. C. | Inglaterra | 1996/97 |
| Charity Shield      | Manchester United F. C. | Inglaterra | 1997    |
| Premier League      | Manchester United F. C. | Inglaterra | 1998/99 |
| FA Cup              | Manchester United F. C. | Inglaterra | 1998/99 |
| Premier League      | Manchester United F. C. | Inglaterra | 1999/00 |
| Premier League      | Manchester United F. C. | Inglaterra | 2000/01 |
| Premier League      | Manchester United F. C. | Inglaterra | 2002/03 |
| Community Shield    | Manchester United F. C. | Inglaterra | 2003    |
| FA Cup              | Manchester United F. C. | Inglaterra | 2003/04 |
| Football League Cup | Manchester United F. C. | Inglaterra | 2006    |
| Premier League      | Manchester United F. C. | Inglaterra | 2006/07 |
| Community Shield    | Manchester United F. C. | Inglaterra | 2007    |
| Premier League      | Manchester United F. C. | Inglaterra | 2007/08 |
| Community Shield    | Manchester United F. C. | Inglaterra | 2008    |
| Football League Cup | Manchester United F. C. | Inglaterra | 2009    |
| Premier League      | Manchester United F. C. | Inglaterra | 2008/09 |
| Football League Cup | Manchester United F. C. | Inglaterra | 2010    |
| Community Shield    | Manchester United F. C. | Inglaterra | 2010    |
| Premier League      | Manchester United F. C. | Inglaterra | 2010/11 |
| Community Shield    | Manchester United F. C. | Inglaterra | 2011    |
| Premier League      | Manchester United F. C. | Inglaterra | 2012/13 |
| Community Shield    | Manchester United F. C. | Inglaterra | 2013    |

### Campeonatos internacionales
| Título                       | Club                    | Lugar      | Año  |
| ---------------------------- | ----------------------- | ---------- | ---- |
| Supercopa de Europa          | Manchester United F. C. | Mánchester | 1991 |
| Liga de Campeones de la UEFA | Manchester United F. C. | Barcelona  | 1999 |
| Copa Intercontinental        | Manchester United F. C. | Tokio      | 1999 |
| Liga de Campeones de la UEFA | Manchester United F. C. | Moscú      | 2008 |
| Copa Mundial de Clubes       | Manchester United F. C. | Yokohama   | 2008 |

### Distinciones individuales
| Distinción                                                          | Año     |
| ------------------------------------------------------------------- | ------- |
| Premio Jimmy Murphy al jugador joven del año                        | 1990-91 |
| Premio PFA al jugador joven del año                                 | 1991-92 |
| Premio Jimmy Murphy al jugador joven del año                        | 1991-92 |
| Premio PFA al jugador joven del año                                 | 1992-93 |
| Equipo del año PFA                                                  | 1992-93 |
| Trofeo Bravo                                                        | 1993-94 |
| Jugador del mes de la Barclays Premier League (septiembre)          | 1993-94 |
| Deportista Galés del año según BBC Wales                            | 1996-97 |
| Premio Futbolista Galés del año                                     | 1996-97 |
| Equipo del año PFA                                                  | 1997-98 |
| Jugador del año Sir Matt Busby                                      | 1997-98 |
| Mejor gol de la Temporada según BBC                                 | 1998-99 |
| Equipo del año PFA                                                  | 2000-01 |
| Equipo del año PFA                                                  | 2001-02 |
| Premier League 10 Seasons Awards: Equipo de la Década               | 2001-02 |
| UEFA Champions League (1992) 10 Seasons Awards: Equipo de la Década | 2002-03 |
| Salón de la Fama Inglés                                             | 2005-06 |
| Equipo del año PFA                                                  | 2006-07 |
| Jugador del mes de la Barclays Premier League (agosto)              | 2006-07 |
| Premio Futbolista Galés del año                                     | 2006-07 |
| Equipo de la Década PFA                                             | 2007-08 |
| Premio Tributo FWA                                                  | 2007-08 |
| Jugador del mes de la Barclays Premier League (febrero)             | 2007-08 |
| Equipo del año PFA                                                  | 2008-09 |
| Premio PFA al jugador del año                                       | 2008-09 |
| Deportista del año según BBC Sport                                  | 2009-10 |
| Deportista Galés del año según BBC Wales                            | 2009-10 |
| Premio GQ al deportista del año                                     | 2010-11 |
| Premier League 20 Seasons Awards: Jugador con más partidos (596)    | 2011-12 |
| Premio Golden Foot                                                  | 2011-12 |
| One Club Award                                                      | 2020    |

## Entrenador
Tras el frustrado paso de David Moyes en el Manchester United F. C. el 22 de abril de 2014 Giggs fue seleccionado como entrenador temporal de los red devils, debido a la destitución del exentrenador del Everton F. C. Esto fue confirmado a través del sitio oficial de la entidad británica. "Asumirá la responsabilidad del primer equipo hasta que se produzca un nombramiento permanente", señalaron los directivos. Ese nombramiento permanente fue el técnico neerlandés Louis van Gaal, que selecciona a Giggs como su asistente. Dejó el club en julio de 2016, tras la llegada de José Mourinho.
El 15 de enero de 2018, Giggs se convierte en el nuevo seleccionador de Gales, sin embargo es despedido el 23 de abril de 2021, por problemas internos y golpear a dos mujeres.

## Estadísticas como entrenador

### Asistente técnico
| Club                    | País       | Año         | AT de:         | P   | PG | PE | PP |
| ----------------------- | ---------- | ----------- | -------------- | --- | -- | -- | -- |
| Manchester United F. C. | Inglaterra | 2014 - 2016 | Louis van Gaal | 103 | 54 | 25 | 24 |

### Entrenador
Actualizado al 30 de marzo de 2021.
| Club                    | País       | Año         | P  | PG | PE | PP | % g.   |
| ----------------------- | ---------- | ----------- | -- | -- | -- | -- | ------ |
| Manchester United F. C. | Inglaterra | 2014        | 4  | 2  | 1  | 1  | 58.33% |
| Selección de Gales      | Gales      | 2018 - 2021 | 30 | 16 | 5  | 9  | 58.89% |
| Total                   | Total      | Total       | 34 | 18 | 6  | 10 | 58.82% |

## Dirigente deportivo
| Club               | Div. | País       | Año       | Rol               |
| ------------------ | ---- | ---------- | --------- | ----------------- |
| Salford City F. C. | 4.ª  | Inglaterra | 2014-2025 | Propietario (10%) |